# Barton (North Yorkshire)
Barton – wieś w Anglii, w hrabstwie North Yorkshire, w dystrykcie (unitary authority) North Yorkshire. Leży 69 km na północny zachód od miasta York i 345 km na północ od Londynu. Miejscowość liczy 884 mieszkańców.